# 노무라번
노무라 번(일본어: 野村藩 노무라한[*])은 미노국(현재의 기후현 이비군 오노정)에 존재하던 번이다.

## 역대 번주
오다가
도자마 1만석(1600년 - 1631년)
1. 나가타카(長孝)
2. 나가노리(長則)

도다가
후다이 1만석 → 1만 3천석(1869년－1871년)
1. 우지요시(氏良)

## 같이 보기
- 번 목록